# Stadion Chichibunomiya
Stadion Chichibunomiya – stadion w Tokio przeznaczony do rozgrywania meczów rugby union.
Stadion został oddany do użytku w roku 1947, a nazwany na cześć księcia Chichibu, honorowego prezesa Japońskiego Związku Rugby, został po jego śmierci w 1953 roku. Po wizycie angielskiej reprezentacji w 1971 roku postanowiono zwiększyć pojemność stadiony – kryzys naftowy z lat siedemdziesiątych opóźnił nieco te plany, lecz dwie trybuny były gotowe w latach 1976 i 1980. W 2007 roku na stadionie zamontowano sztuczne oświetlenie, zaś rok później kosztem 444 milionów jenów zmodernizowano trybunę zachodnią, cztery szatnie oraz pomieszczenia dla prasy. Murawa ma powierzchnię 10,5 tys. metrów kwadratowych, zaś na widowni może zasiąść 24 871 osób.
Rozgrywane są na nim mecze japońskich rozgrywek ligowych – All-Japan Rugby Football Championship i Top League. Był jedną z aren, na której rozegrano Mistrzostwa Świata Juniorów w Rugby Union 2009, gościł także turniej Japan Sevens wchodzący w skład IRB Sevens World Series. Reprezentacja Japonii w rugby union mężczyzn rozgrywa także na nim spotkania w ramach Asian Five Nations, jego następcy Asian Rugby Championship i inne testmecze.
Na stadionie odbyła się część spotkań turnieju piłki nożnej podczas Letnich Igrzysk Olimpijskich 1964.